# 川崎紀里恵
川崎 紀里恵(かわさき きりえ、1983年11月12日-)は、日本の元AV女優。

## 人物
趣味は読書とゲーム、特技は着付け。

## 出演作品

### アダルトDVD
2015年
- 新初撮り人妻ドキュメント（2月13日、小林興業）
- 断り切れない美人ママ（4月3日、カマタ映像）
- 地方在住人妻 地元初撮りドキュメント 広島編（4月25日、マドンナ） ※江田島美咲名義
- 黒人×人妻（10月25日、熟女画報社）
- 縄の虜（11月13日、赤ほたるいか）

2016年
- 新B級素人初撮り097 ｢あなた、ごめんね｣ 結城恋さん23歳主婦（1月15日、プラム） ※結城恋名義
- デカ尻パイパンママ（4月24日、マザー）
- 調教志願の人妻 奈落の肉奴隷8 （10月1日、中嶋興業） ※川崎きりえ名義
- 新妻緊縛調教 （10月1日、ケイ・エム・プロデュース/REAL） ※川崎きりえ名義

2017年
- 牝犬にされた女社長 肉奴隷の誕生（12月19日、シネマジック）

2018年
- 恋い焦がれた緊縛プレイ!憧れ続けた変態プレイ!三十路女盛り美人女着付け師のM性がAVデビューで花開く! （2月13日、えむっ娘ラボ） ※雨宮有希子名義
- マニアの生贄（4月1日、アタッカーズ）
- シリーズ日本のマゾ女 被虐の熟女（4月6日、タイト）
- 初アナル 生中出しと2穴姦ができる人妻アナルソープ（5月25日、セレブの友）
- お仕置き乳首奴隷 ドマゾ乳首に開発され乳首イキする女達 3（6月22日、ケイ・エム・プロデュース/REAL）
- 悲嘆の肉弾女警護官 6 巨乳SP浣腸地獄落ち（7月7日、シネマジック）
- 洗脳 潜入捜査官 咲々原リン（9月19日、バミューダ/妄想族）

### 映画
- マジカル・セックス 淫ら姫の冒険（2018年5月、OP PICTURES） - 大家 役[1]
- マジカル・ミチコ（2018年、OP PICTURES） - 大家 役※『マジカル・セックス 淫ら姫の冒険』の一般公開用編集作品[2]
- ホロ酔いの情事　秘め事は神頼み（2019年4月19日、オーピー映画） - 岡崎咲子 役[3]
  - 言えない気持ちに蓋をして（2019年8月23日、オーピー映画）※ホロ酔いの情事～の一般公開編集版[4]

### 配信
- 大葉由希奈33才（2015年9月8日、エッチな0930） ※大葉由希奈名義
- 大葉由希奈33才（2015年9月12日、エッチな0930） ※大葉由希奈名義
- 『体液ごっくん変態妻』華恋 32歳 B:88 W:58 H:86 結婚6年目（2016年10月 06日、人妻パラダイス） ※華恋名義
- りおな&きりえ（2019年7月15日、素人熟女図鑑） ※きりえ名義
- りおな&きりえ（2019年8月30日、トランプ） ※きりえ名義
- KONOMI（発売日不明、GirlsDelta） ※青池このみ名義
- KONOMI 2（発売日不明、GirlsDelta） ※青池このみ名義
- Pacific Girls [002738 れな] 第1018弾「エロい痴お姉さまの超熟マンかぶりつき」（発売日不明、Pacific Girls） ※れな名義